# Stazione di Romagnano-Vietri-Salvitelle
Stazione di Romagnano-Vietri-Salvitelle vasútállomás Olaszországban, mely Romagnano al Monte, Vietri di Potenza és Salvitelle településeket szolgálja ki.

## Vasútvonalak
Az állomást az alábbi vasútvonalak érintik:
- Salerno–Potenza-vasútvonal

## Kapcsolódó állomások
A vasútállomáshoz az alábbi állomások vannak a legközelebb:
- Stazione di Balvano-Ricigliano
- Stazione di Ponte San Cono